# Endemol Shine Group
Endemol Shine Group – jeden z największych producentów telewizyjnych na świecie, lider w dziedzinie programów rozrywkowych.
Endemol Shine Group posiada biura w ponad 30 krajach na całym świecie (w tym w Polsce, USA, Wielkiej Brytanii, Hiszpanii, Włoszech, Francji, Niemczech, Holandii, Ameryce Łacińskiej, Indiach, Afryce Południowej czy Australii). W globalnej bibliotece firmy znajduje się ponad 600 formatów, m.in. znane i produkowane w Polsce: Twoja twarz brzmi znajomo, teleturniej Postaw na milion, MasterChef, You can dance, Must Be the Music. Tylko muzyka, seriale Krew z krwi oraz Skazane, a także serie dokumentalne. Oddział polski grupy to Endemol Shine Polska.

## Historia grupy
W 1994 roku dwaj holenderscy producenci telewizyjni, Joop van den Ende i John de Mol, zdecydowali o fuzji swoich firm. W ten sposób powstał Endemol, który swoją nazwę wziął od połączenia nazwisk jego założycieli. Od tego czasu Endemol tworzy formaty telewizyjne, które w łatwy sposób mogą być zaadaptowane na różnych rynkach jak i platformach. Jednym z pierwszych wielkich hitów firmy był Big Brother. Po premierze w holenderskiej telewizji w 1999 roku, reality show zostało sprzedane na ponad 50 rynków. Obecnie podobne triumfy święcą takie formaty jak Deal or No Deal (Grasz, czy nie grasz?) (75 rynków), The Money Drop (Postaw na Milion) (50 rynków), Fear Factor (30 rynków), Your Face Sounds Familiar (Twoja twarz Brzmi Znajomo) (30 rynków).
W 2000 roku Endemol został sprzedany. Firmę przejęła Telefónica – główny operator usług telekomunikacyjnych w krajach hiszpańsko- i portugalskojęzycznych. Pod koniec 2005 roku hiszpański koncern wprowadził spółkę na giełdę w Amsterdamie, ale zachował nad nią kontrolę. Dwa lata później Endemol został wykupiony przez Mediaset, Goldman Sachs i Cyrte Investments. Tym samym w ich posiadaniu znalazło się prawie 100% akcji Endemola, który ostatecznie został wycofany z amsterdamskiej giełdy. Od 2010 roku firma borykała się z problemami finansowymi. Ostatecznie w 2012 roku Endemol został sprzedany do Apollo Global Management i Cyrte Investments. Dwa lata później Apollo i 21st Century Fox ogłosiły fuzję należących do nich podmiotów. W ten sposób doszło do połączenia Shine Group będącej własnością 21st Century Fox z Endemolem i CORE Media group należących do Apollo Global Managements. Powstała w ten sposób Endemol Shine Group, która jest obecnie jednym z największych producentów telewizyjnych na świecie.